# Vitilla

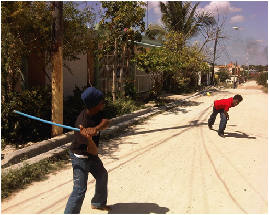
Niños dominicanos jugando vitilla

Vitilla es un juego derivado del béisbol en la República Dominicana surgido a fines de la década de 1970. Sus herramientas principales consisten en una "tapa", por lo general, se usa la tapa de botellones de agua para consumo humano de 5 galones, o alguna modificación de la misma ergonómicamente creada para estos fines, y que desempeñaría el papel de la pelota en el béisbol; y un "palo" generalmente de escoba para utilizarse como bate. Se juega principalmente en las calles poco transitadas de los barrios o en cualquier área que se quiera destinar al juego. En la actualidad, la Liga Dominicana de Vitilla (LIDOVI) es la entidad que impulsa el desarrollo del juego de vitilla como un deporte organizado y profesional.

## Estilo de lanzamientos creados
- Recta

La vitilla lanzada viaja en posición recta a una velocidad considerable, con esta se busca que el bateador abanique o batee un elevado de out  rodado o línea de out debido a que hace que el bateador no saque a tiempo el bate para darle a la vitilla paradójicamente es también el lanzamiento más fácil de conectar de hit.
Para lanzar una buena recta se debe de tomar la vitilla con el dedo índice y mayor juntos entre la parte delantera inferior y media de la vitilla y poner el dedo pulgar en la parte posterior a nivel medio a modo de soporte y lanzarla con el brazo extendido.
- Recta Cortada o Cutter. Es una variante de la recta en la cual se hace el mismo procedimiento que en la recta en cuanto al agarre con la variante de que los dedos mayor e índice en vez de curvarse totalmente en torno a la circunferencia de la vitilla se ponen en posición recta y el dedo pulgar mantiene su posición de soporte en la parte posterior y se procede a lanzar con el brazo extendido.

El efecto de la recta cortada es tomar un trayecto recto durante su recorrido hacia el bateador y ya al final cambia su trayectoria hacia el exterior ,( si es lanzada por un lanzador derecho se abrirá a la izquierda y si es lanzada por un zurdo esta se abrirá a la derecha.
El objetivo de este lanzamiento es poner a abanicar al bateador o hacerlo batear de elevado o rodado.
- Curva. Es un lanzamiento que como su nombre lo indica su trayectoria es curva, su velocidad es menor a la de una recta.

Para lanzarla se debe de agarrar la vitilla con los dedos índice y mayor enroscados en la circunferencia de la vitilla y el dedo pulgar atrás como soporte , el brazo se debe poner en posición  ligeramente flexible y en el lanzamiento flexionar toda la mano hacia delante, una variante del agarre para lanzar la curva puede ser agarrar la vitilla al revés o de cabeza. Con este lanzamiento se busca que el bateador haga swing adelantado o atrasado para batear de foul o elevado de out.

## Reglas
Las reglas del juego son similares a las del béisbol, con una que otra modificación. En cada sector, barrio, pueblo o ciudad donde se juegue, ciertas reglas pueden cambiar y están sujetas a previo acuerdo de los jugadores, aunque existen algunas otras que son generales y son las mismas en todos los casos.
Reglas cambiables o sujetas a acuerdo previo de los jugadores:
1. Posibilidad de que se juegue con un árbitro.
2. Si se juega con cácher o no (por lo general el cácher está de pie, solo para atrapar los fouls), si se usarán strikes "cantados" o bolas.
3. Si se usará corrido bases (regla menos extendida en la que se usan por lo general dos bases, que junto con el home plate forman un triángulo), cantidad de jugadores por equipo (por lo general son de 3), distancia del bateador al pitcher, zona de foul, distancia de "home run".
4. Al igual que el béisbol tradicional son permitidos varios tipos de lanzamientos aparte de la recta como: curva, slider, sinker, cambio de velocidad, recta cortada o cutter, etc.
Cuando la "tapa" deja de moverse, se cuenta como carrera (y tras anotar, también puede reglamentarse si seguirá el mismo bateador en turno, o si bateará otro distinto del mismo equipo), para que un out sea válido, no se puede apoyar la "tapa" en el suelo, ni arrastrarla, no puede dejarse caer ni haberse topado previamente con alguna parte del cuerpo, en cambio, debe ser un recogido "limpio".  El diseño de la "tapa" hace que la misma deba ser lanzada como una especie de "mini-frisbee".

## Historia
Vitilla es un juego de ascendente popularidad en el sur de Florida, la ciudad de Nueva York y en toda la República Dominicana. El juego se desarrolló en los barrios pobres de la ciudad de Santo Domingo, principalmente en el Barrio Mejoramiento Social a mediados de la década de 1970. Al principio, para jugar se usaban tapas plásticas redondas de envases de mantequilla, que se lanzaban al estilo de un frisbee. Con el tiempo éstas fueron sustituidas por tapas de botellones (garrafones) de agua, cuyo uso pasó a ser definitivo. El juego se hizo cada vez más popular y se extendió rápidamente por toda la República Dominicana, aun cuando las empresas envasadoras de agua cambiaron la forma de las tapas, lo que produjo una escasez de "vitillas" aptas para el juego. En 2008, Red Bull se convirtió en la primera empresa en apadrinar a un evento nacional que reunió a un total de 500 equipos, lo que resultó en una victoria de primer lugar para "Los Rabiosos" de Villa Duarte

«El motivo de este deporte urbano es que los niños y jóvenes de esos tiempos no poseían los juegos que existen hoy en día, antes los juegos y juguetes estaban orientados a juntar las personas. entonces pasamos de jugar con pelotas de trapos  y con cacos de muñecas y surge de la nada la vitilla . En ese entonces solo existía una empresa embotelladora de agua para consumo humano que hasta nuestros días está operando y es AGUA CRISTAL.

Los niños de entonces cambiamos las pelotas de trapos y cascos de muñecas por las tapas de seguridad de los botellones de agua (que antes eran de vidrio) que solo las clases sociales alta y media ( A+, A, A-, B+, B y B-) eran los únicos que consumían agua embotellada. Preñados de la madre de los ingenios LA OLLA mis contemporáneos tomamos esas tapas para jugar pelotas, para más tarde ser llamado EL JUEGO VITILLAS. Al principio de los 90s el juego de vitillas tuvo una merma debido a que las reingeniería que aplicaron las empresas de entonces decidieron reducir la cantidad materia prima de las tapas para botellones de agua cambiando la forma de las mismas, pero gracias a DIOS que alguien vio una oportunidad de negocio y fabrica nuestra querida vitilla..»

Testomonio acerca del origen del juego de Cheo Hidalgo Masters

En 2009 con la producción de un documental y largo artículo titulado "Más que un Juego", la compañía Red Bull, con su Red Bulletin, inició un esfuerzo para popularizar el juego internacionalmente.
El 20 de agosto de 2020 se anunció que la vitilla podría convertirse en Patrimonio de la Humanidad de la Unesco, si se cumplen las aspiraciones de la representación dominicana ante la Unesco, en preparar la documentación requerida para hacer la solicitud ante el organismo de la ONU.

## Juegos similares
En Venezuela existe un juego muy similar que emplea igualmente un palo de escoba como "bate" pero que usa tapones tipo corona o chapas. Se le conoce como chapitas. No es un deporte sino un mero juego predeportivo.